# Franz Eck
Pour les articles homonymes, voir Eck.
Franz Anton Eck (Mannheim, 1774 – Strasbourg, 1804) est un violoniste allemand.

## Biographie
Franz naît dans une famille de musiciens. Son père, Georg, corniste, est originaire de Bohême, attaché à la cour de Mannheim, puis plus tard de Munich. Son frère aîné, Friedrich Johann Eck (1766/67–1838) est également violoniste virtuose, le dernier représentant de l'école de Mannheim, et lui survit trente-quatre ans.
Franz reçoit des leçons de son frère. Il est d'abord musicien à la Chapelle de l'électeur de Bavière (les listes de salaires le nomment entre 1789 et 1800), mais il doit abandonner la charge en raison d'une aventure galante avec une dame de la noblesse. En 1801, il quitte Munich pour vivre une vie de concertiste, errant de ville en ville. En 1802, il s'adjoint Louis Spohr, son élève, qui le suit de Riga jusqu'à Saint-Pétersbourg en 1803. Le tsar Alexandre 1re admire son exécution et le nomme directeur et premier violon des concerts de la cour.
Une maladie qui s'était déjà manifestée en Allemagne se transforma en folie en Russie, le tsar le fit-il conduire chez son frère, le violoniste Friedrich Johann, résident à Nancy. Il est probablement mort à l'asile de Strasbourg. Son jeu de violon a été caractérisé par Spohr comme « contrôlé et puissant, mais toujours agréable », avec une technique d'ornementation exceptionnelle, riche en nuances et ayant une précision inégalée et un « charme irrésistible ».